# Березанський Максим Дмитрович
Макси́м Дми́трович Береза́нський — солдат Збройних сил України, учасник російсько-української війни, що відзначився у процесі російського вторгнення в Україну в 2022 році.
Здобув освітній ступінь бакалавра на факультеті інформаційних технологій НУБІП у 2020 році.

## Нагороди
- Орден «За мужність» III ступеня (2022) — за особисту мужність і самовіддані дії, виявлені у захисті державного суверенітету та територіальної цілісності України, вірність військовій присязі.